# NGC 4180
NGC 4180 (również NGC 4182, PGC 38964 lub UGC 7219) – galaktyka spiralna (Sab), znajdująca się w gwiazdozbiorze Panny. Jest to galaktyka z aktywnym jądrem.
Odkrył ją William Herschel 13 kwietnia 1784 roku. Prawdopodobnie obserwował ją też Christian Peters w 1881 roku, lecz skatalogował ją jako nowo odkryty obiekt, gdyż popełnił błąd w deklinacji wielkości trzech stopni. John Dreyer skatalogował obserwację Herschela jako NGC 4180, a Petersa jako NGC 4182.